# 切爾沃內 (尼古拉耶夫州)
47°3′44″N 32°22′44″E / 47.06222°N 32.37889°E
切爾沃涅（烏克蘭語：Червоне），是烏克蘭的村落，位於該國南部尼古拉耶夫州，由尼古拉耶夫區負責管轄，始建於1930年，面積0.035平方公里，海拔高度57米，2001年人口545，人口密度每平方公里15,571.4人。